# Musik des Altertums
Die Musik des Altertums bezeichnet in der Geschichte der Musik die Phase der frühen Hochkulturen nach dem Ende der Urgeschichte. Für den antiken Mittelmeerraum reicht diese Periode bis zum Beginn des Mittelalters. Der Ursprung der Musik war zu allen Zeiten und bei allen Völkern ein beliebter Gegenstand der Spekulation und der Forschung. Bei den Völkern des Altertums wird die Musik übereinstimmend von einer Gottheit hergeleitet. Infolgedessen gilt sie bei ihnen als bildend und veredelnd, unter Umständen auch als Wunder wirkend.

## Indien
In der altindischen Musiktheorie Gandharva herrschte die Anschauung, in Brahma nicht nur den obersten der Götter, sondern auch den Schöpfer der Musik und in seinem Sohn Narada den Erfinder des nationalen Musikinstruments Vina zu verehren.
Den durch göttliche Macht offenbarten Tonweisen aber wurden die wunderbarsten Wirkungen zugeschrieben: Eine hatte zur Folge, dass der, welcher sie anstimmte, vom Feuer verzehrt wurde, eine andere vermochte die Sonne zu verfinstern, eine dritte Regen hervorzubringen etc. Wie alle Kulturen der Antike traut auch die Indische der Musik eine enorme Kraft zu. Die Inder entwickelten dabei einen fast unbegrenzten Reichtum an Intervallen und Tonarten, welch letztere sich nach Angabe des Musikgelehrten Soma auf nicht weniger als 960 beliefen.
Hierbei ist allerdings zu bemerken, dass der Begriff „Tonart“ im Altertum ein anderer und weiterer war als in Europa, und alle durch Erhöhung, Vertiefung oder Überspringen einzelner Intervalle der Skala entstehenden Varianten als solche galten.
Infolge dieses großen Reichtums an Intervallen teilten die Inder wie die übrigen Völker des Altertums die Oktave in weit mehr als zwölf Töne ein. Sie verwendeten dabei auch Vierteltöne (nach Ambros bis zu 22 auf die Oktave). So erscheint ihre Musik zwar überreich an melodischem Material, aber ungeeignet zur Mehrstimmigkeit und zum funktionalen Zusammenklang.

## China
Die chinesische Musik nahm im öffentlichen Leben eine hervorragende Stellung ein; man erkannte in ihr ein wirksames Mittel zur Förderung der Sittlichkeit, und der weiseste aller chinesischen Gesetzgeber, Konfuzius (500 v. Chr.), behauptete sogar, wenn man wissen wolle, ob ein Land wohl regiert und gut gesittet sei, so müsse man seine Musik hören. Traditionell ist bei chinesischen Tonleitern die Pentatonik vorherrschend.

## Vorderasien
Die Musik des antiken Mesopotamiens ist, abgesehen von einzelnen Funden von Musikinstrumenten oder Abbildungen auf Kunstwerken wie Vasen, hauptsächlich durch Informationen auf Tontafeln überliefert, die sich meist auf den kultischen Bereich beziehen (so zum Beispiel die Darstellungen einer Tierkapelle). Deshalb sind auch so gut wie keine Informationen zur Alltagsmusik bekannt, während die Tempelmusik, die von Priestermusikern dominiert wurde und sich besonders auf die Leier stützte, besser erforscht ist. Sie bezog sich auf religiöse Texte wie Hymnen und Gebete und spielte eine (wie auch immer geartete) Rolle bei deren Rezitation, war also keine Instrumentalmusik. Die Ausübenden – Solo- und Chorsänger, von denen gerade aus der Mitte des dritten Jahrtausends vor Christus viele namentlich bekannt sind – wurden in besonderen Schulen ausgebildet.
Die Musik jener Zeit war oftmals in Vorstellungen von Weltordnungen und kosmischen Gesetzmäßigkeiten eingebettet. Der Historiker Plutarch berichtet beispielsweise, die Babylonier hätten das Verhältnis des Frühlings zum Winter mit einer Quinte, das zwischen Frühling und Herbst mit einer Quarte und das zwischen Frühling und Sommer mit einer Oktave in Verbindung gebracht. Die Oktave selber wurde Keilschrifttexten zufolge in sieben Stufen unterteilt.
Es bestehen auffallende Ähnlichkeiten zwischen der chinesischen und der vorderasiatischen Musik. Diese wiederum teilt viele Eigenschaften mit der griechisch-römischen Musik, sodass davon auszugehen ist, dass sie auf die klassische Antike einen gewissen Einfluss hatte. Ein Beispiel hierfür ist die Unterteilung der Oktave in zwei Tetrachorde (Viertongruppen: C bis F, G bis C), die oftmals den Griechen zugeschrieben wird, jedoch ursprünglich aus dem Zweistromland stammt.
Die Musikinstrumente entsprechen denen, die auch in anderen Gebieten des Vorderen Orients (im Reich Elam und bei den Hethitern) vorherrschten, so zum Beispiel Winkelharfen, verschiedenen Leiern und Lauten, Doppelpfeifen und -schalmeien, Trompeten sowie großen Rahmentrommeln und anderen vielfältigen Schlaginstrumenten. Auf mesopotamischen Siegeln sind bereits im 3. Jahrtausend v. Chr. Harfen dargestellt. Die ältesten sind von gebogener Form, gefolgt von Winkelharfen (ab ca. 1900 v. Chr.) mit vertikalem oder horizontalem Schallkörper. Aus den vertikalen Winkelharfen entwickelten sich die orientalischen Tschang, aus den horizontalen die Harfentypen im Kaukasus und in der zentralasiatischen Steppe.
Leiern verstimmen sich weniger schnell als einfache Harfen. Sie besaßen meist zwischen fünf und zehn Saiten. Die Abbildungen von Saiteninstrumenten auf Bronzeblechgefäßen und Tonvasen vom Beginn der Eisenzeit bis zur klassischen Antike zeichnen folgendes Bild: Die ägyptische Kithara (vorderasiatischer Raum) weist einen eckigen Resonanzkörper auf. Mykenisch-minoische Leiern sind mit geschwungenen Jocharmen dargestellt. Griechische Lyren (Chelys) werden durch die gewölbten Schallkörper aus Holz oder aus Schildkrötenpanzern definiert. Die Bezeichnung Phorminx stammt aus einem griechischen Schöpfungsmythos. Apollon begleitet die Nymphen die die neue Welt besingen. Für die Saiten wurden vornehmlich Sehnen und Därme verwendet. Die sieben-saitige Leier kommt antiken Quellen zufolge bei Terpandros 670 v. Chr. vor, das Bestücken mit sechs Saiten ist seit 580 v. Chr. nachgewiesen.
Ein erster Höhepunkt der Instrumentenvielfalt wurde bereits zur Zeit der Ersten Dynastie von Ur erreicht. Einen Widerhall in der Bibel fand die (allerdings spätere) babylonische Musik im Buch Daniel 3,5. Die Stelle, die die Machtdarstellung des Königs Nebukadnezar II. beschreibt, wird in verschiedenen Bibelausgaben unterschiedlich übersetzt, beispielsweise als „Schall der Posaunen, Trompeten, Harfen, Zithern, Flöten, Lauten und aller andern Instrumente“ () oder als „Klang des Horns, der Rohrpfeife, der Zither, der Harfe, der Laute, des Dudelsacks und alle Arten von Musik“ (). In jedem Fall macht die Stelle deutlich, dass die Musik durchaus auch sehr profanen Interessen diente.

## Ägypten
Dass die Musik im öffentlichen wie im Privatleben Ägyptens eine wichtige Rolle spielte, zeigen die zahlreichen, auf fast allen Monumenten des Landes wiederkehrenden bildlichen Darstellungen von Sängern und Instrumentalisten, bald einzeln, bald zu Chören und Orchestern vereint.
Auch lässt die Mannigfaltigkeit der dort erscheinenden Instrumente, unter ihnen die große, reichbesaitete Harfe, auf eine gewisse äußere Pracht und Üppigkeit der ägyptischen Musik schließen. Denn wie die Skulptur und Malerei Ägyptens, auf einer gewissen Ausbildungsstufe angelangt, durch den Machtspruch einer in geheimnisvollem Dunkel wirkenden Priesterschicht zur steten Wiederholung gewisser Typen gezwungen war, so auch die Dicht- und Tonkunst; diese Künste aber mussten unter den genannten Verhältnissen umso sicherer dem Zustand der Erstarrung anheimfallen, als sie zu ihrem Gedeihen die lebendige Teilnahme des Volkes am wenigsten entbehren können.
In diesem Zustand zeigt sich die ägyptische Kunst noch zur Zeit Platons (4. Jahrhundert v. Chr.), der in seinen „Gesetzen“ (Nomoi, Buch 2) berichtet, dass man dort schöne Formen und gute Musik wohl zu schätzen wisse; „wie aber diese schönen Formen und gute Musik beschaffen sein müssen, ist von ihren Priestern bestimmt, und weder Malern, Musikern noch anderen Künstlern ist es erlaubt, etwas Neues, von jenen einmal als schön erkannten Mustern Abweichendes einzuführen. Daher kommt es auch, dass ihre Gemälde und Statuen, die vor 10.000 Jahren verfertigt wurden, in keinem einzigen Stück besser oder schlechter sind als diejenigen, welche noch jetzt gemacht werden.“
Im alten Ägypten sind Musikaufführungen mit Tanz ebenso nachgewiesen wie bei den Hethitern. Bekannt sind die Zupfinstrumente Leier und Harfe, sowie als Blasinstrumente Flöten und Rohrblattinstrumente. Näheres siehe unter Geschichte der Musik.
Wie in sämtlichen antiken Hochkulturen wurden auch im alten Ägypten die Melodienverläufe ausschließlich mündlich überliefert, und zwar durch die Praxis der Cheironomie: Hand- und Fingerbewegungen zum Anzeigen der verschiedenen Kadenzen.

## Israel
Was die Musik der Hebräer betrifft, so ist man hinsichtlich ihrer inneren Beschaffenheit lediglich auf Vermutungen angewiesen, da nicht nur keinerlei schriftliche Mitteilungen über sie vorhanden sind, sondern es auch an Monumenten des hebräischen Altertums (ein Relief auf dem Titusbogen in Rom mit Abbildung eines Zugs gefangener Juden ausgenommen) mangelt. Es ist für den jüdischen Gottesdienst charakteristisch, dass der biblische Text niemals vorgelesen bzw. deklamiert wird, sondern stets mit musikalischen Akzenten (Teamim) und Kadenzen versehen wird. Der Kirchenvater Hieronymus bezeugt diese Praxis um das Jahr 400 mit den Worten: decantant divina mandata: „sie (die Juden) singen die göttlichen Gebote“.

## Griechenland
Das Tetrachord, welches stets zwei Ganztöne und einen Halbton umfasst, heißt je nach der Stellung dieses Halbtons dorisch (wenn er in der Mitte liegt, zum Beispiel D-EF-G), phrygisch (wenn er in der Tiefe liegt, zum Beispiel EF-G-A) oder ionisch (wenn er in der Höhe liegt, zum Beispiel C-D-EF).
Aus der Zusammensetzung zweier dorischer, phrygischer oder ionischer Tetrachorde entstehen die gleichnamigen Oktavengattungen (griech. harmonia), zu denen in der Folge noch vier weitere, mit den übrigen Tönen der diatonischen Skala beginnende hinzukamen, nämlich H-h (Mixolydisch), A-a (Hypodorisch), G-g (Hypophrygisch), F-f (Hypolydisch). Die letzten drei sind jedoch nicht als selbständige Tonarten anzusehen, sondern sie dürfen nur als Umstellungen der ersten drei gelten, deren höhere Hälfte, die Quinte, zur tieferen wurde. Neben diesem System der Oktavengattungen war aber noch ein anderes im Gebrauch, die Transpositionsskala (tonos), also eine zwei Oktaven umfassende Mollskala, welche dadurch entstand, dass man der dorischen Oktavengattung E-e noch ein dorisches Tetrachord in der Tiefe und eins in der Höhe zufügte (beide in so enger Verbindung, dass die Grenztöne zusammenfielen) und schließlich diese Reihe durch einen Ton in der Tiefe vervollständigte, den „hinzugenommenen“ (proslambanomenos).
Dieses System unterscheidet sich dem Wesen nach von dem der Oktavengattung dadurch, dass es (wie auch die moderne Dur- und Mollskala) auf jeden der zwölf Halbtöne der Oktave transponiert wird, ohne dass sich die Intervallenfolge verändert, wie dies ja bei den Oktavengattungen verschiedener Tonhöhe der Fall ist.
Obwohl von den Oktavengattungen dem Wesen nach verschieden (über die Beziehungen der beiden Systeme zueinander findet man Näheres in Friedrich Bellermanns Anonymus, Note 28, S. 45), führten die Transpositionsskalen doch dieselben Benennungen nach Provinzen, und zwar hießen die sieben ursprünglichen (ihre Anzahl stieg später auf fünfzehn):
- Hypodorisch (f-Moll)
- Hypophrygisch (g-Moll)
- Hypolydisch (a-Moll)
- Dorisch (b-Moll)
- Phrygisch (c-Moll)
- Lydisch (d-Moll)
- Mixolydisch (es-Moll)
- Darmiolydisch (des-Moll)

Bezüglich der zuletzt angeführten Benennungen sei schon jetzt darauf hingewiesen, dass sie fast ein Jahrtausend später in derselben Folge als Bezeichnung der christlichen Kirchentonarten wiederkehren, obwohl diese nichts anderes sind als die griechischen Oktavengattungen, folglich mit den Transpositionsskalen nichts gemein haben – ein Irrtum, der dadurch verursacht wurde, dass während der ersten Jahrhunderte des Mittelalters mit der griechischen Sprache auch die Musiklehre in Vergessenheit geraten war und bei Wiederaufnahme des Studiums der antiken Theorie der Unterschied jener beiden Systeme unbeachtet blieb.
Als ein wichtiges Unterscheidungsmerkmal der altgriechischen von der modernen Musik darf ihre melodische Mannigfaltigkeit gelten, wie sie zu den Tongeschlechtern und Schattierungen zu Tage tritt. Unter den ersteren, deren es drei gab, das diatonische, chromatische und enharmonische, verstand man die Modifikationen der Intervalle innerhalb eines Tetrachords, beim enharmonischen Geschlecht bis auf das Intervall des Vierteltons, während die Schattierung (chroma) noch feinere Intonationsunterschiede bezeichnet.

## Römisches Reich
Die römische Musik stand, wie auch die Dichtung, anfänglich ganz unter Einwirkung der griechischen Poesie. In schriftloser Zeit war die rhythmische Sprache eine Stütze für das Gedächtnis. Die Sänger und Musiker waren vor allem Praktiker und lehnten sich in ihrer Interpretation an die Akzente der gesprochenen Sprache an; Hilfszeichen für das An- und Absteigen der Stimme wurden bereits von Aristophanes von Byzanz im 3. Jahrhundert v. Chr. erfunden. Musik hatte immer neben einer rituellen und symbolischen Bedeutung eine besondere Rolle in den sozialen Strukturen der Gesellschaft. In Rom suchte man in der Musik zwar nicht den ethischen, charakterbildenden Wert wie in Griechenland, sie diente aber als unentbehrliche Begleiterin im Kult, bei Leichenfeiern, im Heer und bei Staatsaktionen wie Triumphzügen und auch bei Aufführungen im Zirkus und Amphitheater.
Eines der ältesten Musikinstrumente war die Knochenflöte. Später verwendete man zur Herstellung auch Holz, Elfenbein oder Metall. Von den Griechen übernahmen die Römer die beiden Leiern, die Lyra und die Kithara.
Der Aulos (gedoppeltes Rohrblattinstrument), auch Tibia, eines der am häufigsten abgebildeten Instrumente der Antike, ist ein Doppelrohrblattinstrument. Eine Doppelflöte ist in der Antike unbekannt.
Unter etruskischem Einfluss fanden bei den Römern verschiedene Blasinstrumente Eingang, die vor allem beim Heer verwendet wurden: Das Signalinstrument der Legionen war die Römische Tuba, eine Naturtrompete. Ihr Körper ist ein gerades Rohr aus Bronze, das am Ende in eine trichterförmige Öffnung ausläuft. Eine etruskische Sonderform war der Lituus, der als Signalhorn bei der Reiterei verwendet wurde. Ferner wurde das Cornu verwendet. Es hatte zur Versteifung einen festen Querstab und war rund gebogen, ähnlich dem Buchstaben G. Ein weiteres Blechblasinstrument war die ähnliche, etwas längere und tiefere Bucina.
Daneben gab es selbstverständlich Schlaginstrumente, und seit dem Hellenismus war auch die Wasserorgel, die sogenannte hydraulis, bekannt, die vom alexandrinischen Mechaniker Ktesibios um 170 v. Chr. erfunden wurde. Die hydraulis wurde in Rom auch im Zirkus verwendet. Der Chorgesang war überaus beliebt, aber die Polyphonie war unbekannt. Die Chöre und Orchester wurden, vor allem für staatliche Feierlichkeiten, ins Riesige vergrößert. Jagd, Krieg und Festivitäten im Freien erforderten laute Instrumente.
Dass Musiker schon in der frühen Republik ins römische Heer integriert wurden, zeigt bereits die Centurienverfassung, die u. a. die Heranziehung des gesamten Volks zum Heeresdienst vorsah: von den 193 von der Bürgerschaft zu stellenden Centurien entfielen zwei auf die Spielleute. Trompeter und Hornisten gaben im Heer Signale zum Angriff und Rückzug, zum Aufbruch und Haltmachen, und sie verkündeten die Zeiten des Essens und der Nachtwache.
Wenn man sich vor Augen hält, dass beim Triumph neben dem Triumphator logischerweise das Wichtigste das Heer ist (ohne Heer kein Sieg, ohne Sieg kein Triumph), so ist anzunehmen, dass auch der „Militärmusik“ eine prominente Rolle zufiel. Bedauerlicherweise gibt es wenige bildliche und literarische Zeugnisse zur Musik im Triumph.
Darstellungen von römischen Kriegern mit Trompeten gibt es zahlreich in der römischen Triumphalikonographie, zumeist sind sie jedoch eher in den Hintergrund gerückt. Der Triumphator und seine Taten, besonders die Unterwerfung der Gegner im Kampf und das eigentliche Kampfgeschehen stehen in bildlichen Darstellungen in der Regel im Vordergrund. Ein Marmorrelief im Konservatorenpalast in Rom zeigt Mark Aurel im Triumphwagen, dem ein Trompeter voranschreitet. Interessant ist auch ein Denar Gaius Iulius Caesars mit der Darstellung eines Elefanten, der eine keltische Kriegstrompete (karnyx) zertrampelt.
Auch literarische Angaben zur Musik im Triumph sind eher spärlich. Zu erwähnen sind in diesem Zusammenhang beispielsweise der Triumph des Lucius Aemilius Paullus ex Macedonia et rege Perse (167 v. Chr.) und der Flaviertriumph (71 n. Chr.). In beiden Fällen wird erwähnt, dass „die Trompeter vorne weggehen wie im Kampf“. Häufiger als die Instrumente werden in literarischen Zeugnissen die Soldaten im Chor erwähnt, die die archaische Triumphakklamation Io triumpe, auch gemeinsam mit den Zuschauern, darbrachten. Die Soldaten sangen Siegeslieder oder auch Spottlieder (ioci militares) auf den Triumphator.
Bemerkenswert ist für die heutige Musikwissenschaft, dass man damals schon ganz genau zwischen der Klangfarbe von Blech- und Holzblasinstrumenten unterschied (diese moderne Bezeichnung bezieht sich auf die Art des Mundstückes und nicht auf das Material, aus dem das Instrument hergestellt ist).
Dies wird deutlich in der ovatio, einem Triumphersatz (minor triumphus): Der Feldherr musste zu Fuß gehen, die Kränze waren aus Myrte und nicht aus Lorbeer, das Heer zog nicht mit, und die Musikbegleitung bestand aus Flötenmusik (= Holzblasinstrument) und nicht aus Triumphposaunen (= Blechblasinstrument). Plutarch schreibt zur ovatio des Marcus Claudius Marcellus de Syracusaneis (211 v. Chr.): „Die Flöte ist ja auch ein friedliches Instrument.“
Das frühe Christentum hatte eine komplizierte Beziehung zur römischen Musik, da diese traditionell meist mit sozialen oder religiösen Anlässen verbunden war, die auf den paganen Religionen basierten. Es gab unterschiedliche Bestrebungen, diese musikalischen Traditionen zu beenden, gleichzeitig stellte die Musik aber auch in der jüdisch-christlichen Tradition ein wichtiges Element der Anbetung Gottes dar. Die Kirchenväter und die anderen frühen christlichen Gelehrten und Schriftsteller führten daher lebhafte Diskussionen zum Stellenwert und Sinn der Musik. Dessen ungeachtet lebten antike Musiktraditionen auch nach der Christianisierung des Römischen Reiches fort, besonders vermutlich in der Volksmusik beziehungsweise allgemein der Musik niederer sozialer Schichten.